# BritNed
BritNed är en högspänd likströmledning under Nordsjön mellan Nederländerna och Storbritannien. Sjökabeln  är 260 kilometer lång, varav 9 kilometer över land, och går mellan nedlagda kraftverket i Maasvlakte i närheten av Rotterdam och Isle of Grain i Kent.
Förbindelsen är tvåpolig med två parallella kablar. Strömriktarna har levererats av Siemens Energy och sjökablarna har tillverkats i Karlskrona och levererats av ABB Cables. Byggkostnaden uppgick till 600 miljoner euro.
Kabeln, som togs i drift år 2011, ägs av Tennet och United Grid plc. Den var ur drift från  december 2020 till juni 2021 på grund av två separata skador.
Bolagen planerar att bygga ytterligare en sjökabel mellan länderna. Den skall gå från de nederländska vindkraftverken i Nordsjön till Storbritannien och väntas tas i drift i början av 2030-talet.